# Cyrano de Dominicis
Cyrano Louis Jullio de Dominicis, auch Cirano, (* 16. März 1927 in Moirans, Isère; † 4. April 2017) war ein französischer theoretischer Physiker, der sich mit statistischer Mechanik befasste.
De Dominicis studierte ab 1948 an der École polytechnique und danach an der École des Mines. Er war seit dessen Gründung Professor beim Service de Physique Théorique am Kernforschungszentrum in  Saclay und leitete diesen 1971 bis 1979. 1968 war er Gastwissenschaftler an der Harvard University bei Paul C. Martin.
Er befasste sich mit quantenmechanischer Vielteilchentheorie in der Festkörperphysik (wobei er in den 1960er Jahren viel mit Roger Balian publizierte) und später mit Spin-Gläsern und anderen ungeordneten Systemen.
1961 erhielt er den Paul-Langevin-Preis, 1996 den Prix Ampère und er erhielt die Silbermedaille des CNRS und den Prix Ricard der Société Française de Physique, deren Präsident er auch war.

## Schriften
- mit Roger Balian: Microscopic approach to the Landau theory of the Bose liquid, Physica, Band 30, 1964, S. 1933–1937
- mit Roger Balian: Quasiparticle formulation of quantum statistics, Physica, Band 30, 1964, S. 1927–1932
- mit Balian Statistical quasiparticles, effective green’s functions, and Landau descriptions of quantum liquids I. Impurity Systems at Equilibrium, Annals of Physics, Band 62, 1971, S. 229–292
- Variational formulations of equilibrium statistical mechanics, Journal of Mathematical Physics, Band 3, 1962, S. 983
- mit Philippe Nozières: Singularities in the x-ray absorption and emission of metals, Teil III (One body theory exact solution), Physical Review, Band 178, 1969, S. 1097 (Nozières dazu in Science Citation Classics, pdf)
- mit Paul C. Martin: Stationary entropy principle and renormalization in quantum systems, I, II, Journal of Mathematical Physics, Band 5, 1964, S. 14
- mit Irene Giardina: Random fields and spin glasses: a field theory approach, Cambridge University Press 2006